# 块 (数据存储)
在计算机技术中（特别是数据传输和数据存储），块是一段标准长度（块大小）的字节或位元。数据块是数据库管理储存的最小单元。是构成数据库区间的单位。在处理计算机程序产生的数据流时，块化数据可以简化处理过程。一般情况下，一次会读取一个完整的块。向9轨磁带、旋转介质如软盘、硬盘、光盘和NAND闪存存储数据时，块化数据几乎是唯一的选择。
大多数文件系统都是基于块设备，即存取规定数据块的硬件抽象层。有时文件系统中的块大小可能是物理块大小的几倍。传统文件系统中，单个块可能只包含单个文件的一部分。但由于文件长度通常不是块大小的整数倍，这样文件的最后一块不会完全填满，由此产生的内部碎片会导致空间利用率不高。因此会有松散空间（slack space），平均每个文件半块。一些较新的文件系统会用子块分配和尾部合并技术解决它。
块存储经常由文件系统或数据库管理系统（DBMS）抽象出来，提供给应用程序或最终用户使用。物理或逻辑卷可以通过块I/O访问，背后可能是通过SCSI或光纤通道直接连接服务器的内部设备，或通过iSCSI、AoE等协议访问存储区域网络（SAN）的远程设备。数据库管理系统通常使用自己的块I/O，以在DBMS的文件系统之上提高性能和可恢复性。

## 在虛擬主機上
現今有的虛擬主機廠商（如：DigitalOcean、Vultr）都提供了「塊存儲（Block Storage）」的功能，
這項功能可以讓你隨時新增一個儲存空間（這個空間就像是單純的硬碟，沒有任何附加指令），並且最終和你的虛擬主機掛載。